# Tres días con la familia
Tres días con la familia (en catalán Tres dies amb la família) es una película dramática española, ópera prima de Mar Coll y estrenada en 2009. Fue galardonada en el Festival de Málaga con tres premios (dirección, actor y actriz) y también recibió un Premio Goya a la mejor dirección novel.

## Argumento
La muerte de su abuelo hace que Léa tenga que volver a Gerona, donde pasará los tres días del funeral con su familia, a quienes no ve desde que se fue a estudiar al extranjero. Durante esos tres días sale a la luz una existencia familiar basada en las apariencias y la hipocresía, una vida burguesa y acomodada en la que los problemas son evidentes, pero nunca se hacen explícitos.

## Reparto
- Nausicaa Bonnín: Léa
- Eduard Fernández: Josep Maria
- Philippine Leroy-Beaulieu: Jöelle
- Francesc Orella: Toni
- Ramon Fontserè: Pere
- Aida Oset: Mar
- Artur Busquets: Pau
- Amàlia Sancho: Virginia
- Isabel Rocatti: Montse
- Maria Ribera: Laia

## Recepción
La película tuvo muy buena acogida por parte de la crítica especializada desde su estreno. Así, Jordi Costa dijo de ella que era «algo (o mucho) más que un prometedor debut (...) Bastan pocos minutos de metraje para intuir en la mirada de Mar Coll una inclinación afrancesada, en el mejor sentido de la palabra (...) la película ejercita una transparente voluntad de comunicación».

## Premios
Medallas del Círculo de Escritores Cinematográficos de 2009
| Categoría              | Persona          | Resultado |
| ---------------------- | ---------------- | --------- |
| Mejor película         |                  | Nominada  |
| Mejor actor secundario | Eduard Fernández | Nominado  |
| Premio revelación      | Mar Coll         | Nominada  |

54.ª edición de los Premios Sant Jordi
| Categoría                                       | Resultado |
| ----------------------------------------------- | --------- |
| Rosa de Sant Jordi a la mejor película española | Ganadora  |